# Гибралтар на Светском првенству у атлетици у дворани 2022.
Гибралтар је учествовао на 18. Светском првенству у атлетици у дворани 2022. одржаном у Београду од 18. до 20. марта четврти пут. Репрезентацију Гибралтара представљао је један такмичар који се такмичио у трци на 60 метара.,
На овом првенству такмичар Гибралтара није освојио ниједну медаљу али је оборио лични рекорд.

## Учесници
Мушкарци:
- Крејг Гил — 60 м

## Резултати

### Мушкарци
| Атлетичар | Дисциплина | Лични рекорд | Квалификација | Квалификација | Полуфинале           | Полуфинале           | Финале               | Финале       | Детаљи |
| Атлетичар | Дисциплина | Лични рекорд | Резултат      | Место         | Резултат             | Резултат             | Место                | Место        | Детаљи |
| --------- | ---------- | ------------ | ------------- | ------------- | -------------------- | -------------------- | -------------------- | ------------ | ------ |
| Крејг Гил | 60 м       | 7,16         | 7,10          | 6. у гр. 1    | Није се квалификовао | Није се квалификовао | Није се квалификовао | 43 / 43 (50) |        |